# المامون تولدو
یحیی بن اسماعیل مامون (عربی: المأمون بن ذي النون) (متوفی ۱۰۷۵) دومین فرمانروای سلسله بربر هاواره ذولنونید بود که بین سالهای ۱۰۴۳ تا ۱۰۷۵ پادشاه طائفه تولدو (طلیطله) بود.

## زندگینامه
یحیی بن اسماعیل در سال ۱۰۴۳ جانشین پدرش اسماعیل بن ذی‌النون شد. او در سال ۱۰۷۵ در قرطبه درگذشت.